# Pakistanische Cricket-Nationalmannschaft in den West Indies in der Saison 2000
Die Tour der pakistanischen Cricket-Nationalmannschaft auf die West Indies in der Saison 2000 fand vom 5. bis zum 29. Mai 2000. Die internationale Cricket-Tour war Bestandteil der Internationalen Cricket-Saison 2000 und umfasste drei Tests. Die West Indies gewann die Serie 1–0.

## Vorgeschichte
Beide Mannschaften spielten zuvor zusammen mit Simbabwe ein Drei-Nationen-Turnier.
Das letzte Aufeinandertreffen der beiden Mannschaften bei einer Tour fand in der Saison 1997/98 in Pakistan statt.

## Stadien
Die folgenden Stadien wurden für die Tour als Austragungsort vorgesehen.
| Stadt      | Land                | Stadion                   | Kapazität | Spiele  |
| ---------- | ------------------- | ------------------------- | --------- | ------- |
| Bridgetown | Barbados            | Kensington Oval           | 11.000    | 2. Test |
| Georgetown | Guyana              | Bourda Cricket Ground     | 25.000    | 1. Test |
| St. John’s | Antigua und Barbuda | Antigua Recreation Ground | 12.000    | 3. Test |

## Kaderlisten
Die Mannschaften benannten die folgenden Kader.
| Test | Test |
| West Indies | Pakistan |
| --- | --- |
| - Jimmy Adams (K) - Curtly Ambrose - Sherwin Campbell - Shivnarine Chanderpaul - Chris Gayle - Adrian Griffith - Wavell Hinds - Ridley Jacobs (wk) - Reon King - Nixon McLean - Franklyn Rose - Ramnaresh Sarwan - Courtney Walsh | - Moin Khan (K, wk) - Abdul Razzaq - Imran Nazir - Inzamam-ul-Haq - Mohammad Wasim - Mushtaq Ahmed - Saqlain Mushtaq - Wajahatullah Wasti - Waqar Younis - Wasim Akram - Younis Khan - Yousuf Youhana |

## Tour Matches
Pakistan spielte während der Tour zwei Tour Matches.

## Tests

### Erster Test in Georgetown
| 5. – 9. Mai Scorecard | Georgetown | Pakistan 288 (123.3) | – | West Indies 222-7 (87) |
|                       |            | Remis                |   |                        |

### Zweiter Test in Bridgetown
| 18. – 22. Mai Scorecard | Bridgetown | Pakistan 253 (86) & 419-9d (153.4) | – | West Indies 398 (139) & 132-4 (52) |
|                         |            | Remis                              |   |                                    |

### Dritter Test in St. John’s
| 25. – 29. Mai Scorecard | St. John’s | Pakistan 269 (91) & 219 (90)     | – | West Indies 273 (106.2) & 216-9 (91) |
|                         |            | West Indies gewinnt mit 1 Wicket |   |                                      |